# Alfred Niebergall
Alfred Niebergall (* 9. September 1909 in Heidelberg; † 29. Dezember 1978 in Marburg) war ein deutscher evangelischer Theologe, Geistlicher und Hochschullehrer.

## Leben
Niebergall war Sohn des Theologieprofessors Friedrich Niebergall. Er trat 1916 in das Heidelberger Gymnasium ein, wechselte an das Gymnasium Philippinum in Marburg und erlangte dort im Februar 1928 das Abitur. Anschließend widmete er sich bis 1932 dem Studium der Theologie an den Universitäten von Marburg, Tübingen und Berlin. Das 1. kirchliche Examen bestand er im Dezember 1932. Sein Vikariat absolvierte er in Niederursel, Loshausen und zuletzt in Marburg, wo Karl Bernhard Ritter sein Vikarsvater wurde. Von diesem wurde Niebergall in die Michaelsbruderschaft aufgenommen. Von 1933 bis 1937 hatte er eine Stelle als Wissenschaftlicher Assistent an der Marburger Universität inne, an der er im Februar 1938 zum Dr. theol. promoviert wurde. Zugleich wirkte er im Zeitraum von 1935 bis 1946 als Pfarrer in Marburg und Nassenerfurth, wobei er in der Zeit von 1939 bis 1945 zum Kriegsdienst herangezogen wurde und in Kriegsgefangenschaft geriet.
Niebergall stand von 1946 bis 1957 als Studiendirektor dem Predigerseminar in Hofgeismar vor. Ab 1950 lehrte er außerdem als Lehrbeauftragter für Praktische Theologie an der Universität Göttingen, an deren Theologischen Fakultät er sich am 27. Juli 1955 habilitierte. Er erhielt die Venia legendi für das Fach Praktische Theologie und wirkte anschließend dort als Privatdozent. 1959 wurde ihm von der Göttinger Fakultät die Ehrendoktorwürde (Dr. theol. h. c.) verliehen.
Niebergall nahm 1959 einen Ruf als ordentlicher Professor für Praktische Theologie und als Universitätsprediger an die Universität Marburg an. Er hatte damit denselben Lehrstuhl wie zuvor bereits sein Vater inne. Er engagierte sich auch umgehend in der Universitätsverwaltung, so war er 1959/1960 Dekan der Theologischen Fakultät und von 1959 bis 1962 Vorstandsvorsitzender des Studentenwerk Marburg. Von 1962 bis 1964 stand er der Universität als Rektor vor, 1964/1965 wirkte er als Prorektor. Kurz vor seinem Tod, 1978, erfolgte seine Emeritierung. Er war außerdem Vorsitzender der Liturgischen Kammer der Evangelischen Kirche von Kurhessen-Waldeck
Der Musiker Buschi Niebergall war sein Sohn.
Der Nachlass von Alfred Niebergall wird weitgehend im Hessischen Staatsarchiv Marburg verwahrt, lediglich der Nachlass aus der Tätigkeit als Vorsitzender der Liturgischen Kammer der Landeskirche von Kurhessen-Waldeck befindet sich im Landeskirchlichen Archiv Kassel.

## Publikationen (Auswahl)
- Der Dienst der kirchlichen Unterweisung. Stauda, Kassel 1949.
- Augustins Anschauung von der Gnade, ihre Entstehung und Entwicklung vor dem Pelagianischen Streit (bis zum Abschluss der Confessiones). Vandenhoeck & Ruprecht, Göttingen 1951.
- Evangelischer Gottesdienst heute. Stauda, Kassel 1953.
- Der Prediger als Zeuge. Eine homiletische Untersuchung. Gütersloher Verlagshaus, Gütersloh 1960.
- Die Geschichte der evangelischen Trauung in Hessen. Vandenhoeck & Ruprecht, Göttingen 1972, ISBN 978-3-525-57167-5.
- Der Dienst der Kirche. Gesammelte Aufsätze von 1954–1973. Stauda, Kassel 1974, ISBN 978-3-7982-0129-3 (Hrsg. von Rainer Lachmann).
- Schriftprinzip und kirchliche Praxis heute. Sonderdruck aus: Sola Scriptura. Ringvorlesung der theologischen Fakultät der Philipps-Universität, hg. von Carl-Heinz Ratschow, Elwert, Marburg 1977.
- Ehe und Eheschließung in der Bibel und in der Geschichte der alten Kirche. Elwert, Marburg 1985, ISBN 978-3-7708-0806-9 (posthum herausgegeben von Adolf Martin Ritter).